# Ланге, Вольфганг
Во́льфганг Ла́нге (нем. Wolfgang Lange; 3 июля 1938, Любц, Мекленбург — Передняя Померания — 29 октября 2022) — немецкий гребец-байдарочник, выступал за сборные ГДР и Объединённой Германии в середине 1950-х — конце 1960-х годов. Участник двух летних Олимпийских игр, чемпион мира, трёхкратный чемпион Европы, победитель многих регат национального и международного значения.

## Биография
Вольфганг Ланге родился 3 июля 1938 года в городе Любц. Проходил подготовку в Берлине в столичном спортивном клубе «Берлинер».
Первого серьёзного успеха на взрослом международном уровне добился в сезоне 1957 года, когда попал в основной состав восточногерманской национальной сборной по гребле и побывал на чемпионате Европы в бельгийском Генте, откуда привёз награду серебряного достоинства, выигранную в программе эстафеты одиночных байдарок 4 × 500 м. Два года спустя на европейском первенстве в западногерманском Дуйсбурге одержал победу в зачёте четырёхместных байдарок на дистанции 1000 метров.
Благодаря череде удачных выступлений удостоился права защищать честь страны на летних Олимпийских играх 1960 года в Риме, где представлял так называемую Объединённую германскую команду, собранную из спортсменов ФРГ и ГДР. Стартовал здесь в километровых гонках одиночек и двоек вместе с напарником Дитером Краузе — в обоих случаях дошёл до финала, однако в решающих заездах занял седьмое и восьмое места соответственно.
После римской Олимпиады Ланге остался в основном составе гребной команды ГДР и продолжил принимать участие в крупнейших международных регатах. Так, в 1961 году он выступил на чемпионате Европы в польской Познани, где стал победителем в четвёрках на тысяче метрах и бронзовым призёром в эстафете. Через два года на чемпионате мира в югославском Яйце (здесь также разыгрывались медали европейского первенства) трижды поднимался на пьедестал почёта, в том числе получил бронзу в эстафете, серебро в километровой гонке двухместных байдарок и золото в четвёрках на тысяче метрах — стал, таким образом, чемпионом мира и четырёхкратным чемпионом Европы.
В 1966 году Вольфганг Ланге соревновался на домашнем мировом первенстве в Восточном Берлине и добавил в послужной список бронзовую награду, полученную в зачёте байдарок-четвёрок на дистанции 10000 метров. Будучи одним из лидеров восточногерманской национальной сборной, благополучно прошёл квалификацию на Олимпийские игры 1968 года в Мехико — на сей раз стартовал в одиночках на тысяче метрах, преодолел предварительный этап и стадию полуфиналов, однако в решающем заезде занял предпоследнее восьмое место. Вскоре по окончании Олимпиады принял решение о завершении спортивной карьеры.